# Connie Mack
Cornelius McGillicuddy, Sr. (ur. 22 grudnia 1862, zm. 8 lutego 1956) – amerykański baseballista, który występował na pozycji łapacza, wieloletni menadżer i właściciel zespołu Philadelphia Athletics.
Zawodową karierę rozpoczął w 1884 roku w zespole niższej ligi Meriden. W następnym sezonie grał w Newark Domestics i Hartford Dark Blues, z którego wraz z trzema innymi zawodnikami przeszedł do występującego w National League Washington Nationals za 3500 dolarów. W zespole tym zadebiutował 11 września 1886 w wygranym 4–3 meczu z Philadelphia Phillies. W listopadzie 1889 organizacja Brotherhood of Professional Baseball Players, której Mack był członkiem, nie doszła do porozumienia z władzami National League w sprawie podwyższenia wynagrodzeń i zniesienia reserve clause (klauzuli uniemożliwiającej zawodnikowi opuszczenie klubu wraz z wygaśnięciem kontraktu) i utworzyła  Player's League, która przetrwała jeden rok. Mack rozegrał 123 mecze w zespole Buffalo Bisons. Po rozwiązaniu Player's League, w 1891 podpisał kontrakt z Pittsburgh Pirates, w którym występował przez sześć sezonów. W latach 1897–1900 był menadżerem i współwłaścicielem (posiadał 25% akcji klubu) występującego w Western League Milwaukee Brewers. Po raz ostatni jako zawodnik zagrał 4 września 1899.
W 1901 został menadżerem i współwłaścicielem nowo utworzonego klubu Philadelphia Athletics. W latach 1902–1914 poprowadził zespół do sześciu mistrzostw American League, a także trzech triumfów w World Series, mając w składzie między innymi wewnątrzpolowych Eddiego Collinsa, Franka Bakera, Jacka Barry'ego i Stuffy'ego McInnisa, którzy zyskali przydomek $100,000 infield. Kolejne mistrzostwa American League zdobywał w latach 1929–1931, w 1929 i 1930 wygrywał World Series, w 1931 Athletics zwyciężyli w 107 meczach co jest rekordem klubu. W 1933 był menadżerem American League All-Stars w pierwszym Meczu Gwiazd ligi MLB. Od 1934 do 1950 Athletics nie zajęli wyższego miejsca w lidze niż czwarte. W sezonie 1937 i 1939 opuścił 122 mecze z powodu choroby, a tymczasowym menadżerem zespołu był jego syn Earle Mack.
W 1937 został uhonorowany członkostwem w Baseball Hall of Fame. Po raz ostatni poprowadził Athletics 18 października 1950 mając 87 lat. Mack pozostał prezydentem klubu, jednak od 1950 większość akcji należała do jego synów Earla i Roya, którzy z powodu niskiej frekwencji na stadionie Shibe Park, zmuszeni byli sprzedać będący w trudnej sytuacji finansowej klub Arnoldowi Johnsonowi, właścicielowi klubu farmerskiego New York Yankees Kansas City Blues. W 1955 zarząd American League jednogłośnie podjął decyzję o przeniesieniu siedziby Athletics do Kansas City.
Connie Mack zmarł 8 lutego 1956 w wieku 93 lat.
| Lata               | Klub                   | Liga               | Mecze | Zwycięstwa | Porażki | Proc. zw. i por. |
| ------------------ | ---------------------- | ------------------ | ----- | ---------- | ------- | ---------------- |
| 1894–1896          | Pittsburgh Pirates     | NL                 | 289   | 149        | 134     | 0,527            |
| 1901–1950          | Philadelphia Athletics | AL                 | 7466  | 3582       | 3814    | 0,484            |
| Łącznie w karierze | Łącznie w karierze     | Łącznie w karierze | 7755  | 3731       | 3948    | 0,486            |

| Nagroda/wyróżnienie         | Lata                         | Źródło |
| 5× zwycięzca w World Series | 1910, 1911, 1913, 1929, 1930 | [ 3 ]  |
| Baseball Hall of Fame       | od 1937                      | [ 5 ]  |